# Don't Panic
Don't Panic („Не паничи”) је четврти сингл са деби албума групе Coldplay, Parachutes. Регионални синглови су изашли у Европи, Француској, Холандији, Данској и Аустралији. Велика Британија је добила само промо верзију. Албумска верзија ове песме се налазила на свим верзијама сингла.
Don't Panic је уводна песма за Parachutes и базирана је на гитари. Првобитно је названа "Panic"  Архивирано на веб-сајту  (22. децембар 2007) и била је једна од 6 песама свираних на првом концерту групе Coldplay, 1998. године. Временом, назив је постао Don't Panic, што је заправо узето из Аутостоперског водича кроз Галаксију Дагласа Адамса. Група Radiohead је искористила сличан извор како би именовала своју песму "Paranoid Android".
Првобитна верзија ове песме је снимљена у јулу 1999. године. Постоји неколико разлика између ове и коначне албумске верзије. Прво, Крис Мартин свира клавир током прелаза са строфе на рефрен. Такође, увод је мало извитоперен, а неки делови текста промењени. Ова верзија је издата на .
На турнеји за албум A Rush of Blood to the Head, песма Don't Panic је садржала у потпуности другачији увод. Такође, Мартин је свирао електричну гитару, док је Џони Бакланд извео соло на хармоници током прелаза са строфе на рефрен. Стално је бацао своју хармонику у публику после свог солоа.
Године 2004, песма се нашла међу музиком за филм .

## Списак песама
1. (албумска верзија)" – 2:17
2. (уживо)" – 4:06
3. (уживо)" – 4:55

## Спот
Спот је приказао групу као дводимензионалне исечке од папира како раде кућне послове, када изненада Земљу непогода задешава у виду бујица, вулкана и електричних шокова. Такође је укључио и жути глобус са омота албума Parachutes. Спот је режирао Тим Хоуп, који је такође режирао "". Могуће је да се варнице које излазе из жутог глобуса односе на песму Sparks (у преводу, варнице) која се такође налази на албуму Parachutes.